# Grammy Award for Best Rock Performance
Der Grammy Award for Best Rock Performance, auf Deutsch „Grammy-Award für die beste Rock-Darbietung“, ist ein Musikpreis, der seit 2012 bei den jährlich stattfindenden Grammy Awards verliehen wird. Der Preis geht an Künstler für neue Gesangs- oder Instrumentalsoli sowie Duett- oder Band-Darbietungen aus dem Bereich der Rockmusik.
Zum Grammy Award for Best Rock Performance wurden die bis 2011 verliehenen Grammys für Best Rock Instrumental Performance, Best Rock Performance By A Duo Or Group With Vocals und Best Solo Rock Vocal Performance zusammengelegt. Seit 2014 wurde zudem der Musikbereich Hard Rock vom Grammy Award for Best Hard Rock/Metal Performance entkoppelt und dieser Kategorie zugeordnet, während Darbietungen aus dem Bereich Metal wieder in der eigenen Kategorie Grammy Award for Best Metal Performance vergeben werden.
Alle Auszeichnungen dieser Kategorie wurden bislang an amerikanische Künstler vergeben. Die häufigsten Nominierungen gingen dabei an die Alabama Shakes, die dreimal nominiert wurden und den Preis 2016 auch erhielten. Jeweils zwei Nominierungen und je einen Award erhielten The Black Keys, die Foo Fighters und Jack White; Coldplay wurde ebenfalls zweimal nominiert, konnte den Preis jedoch noch nicht gewinnen.

## Gewinner und nominierte Künstler
| Jahr                  | Künstler / Band | Nationalität           | Werk               | Weitere nominierte Künstler | Bilder der Künstler   |
| --------------------- | --------------- | ---------------------- | ------------------ | --- | --------------------- |
| 2012 12. Februar 2012 | Foo Fighters    | Vereinigte Staaten     | Walk               | - Coldplay – Every Teardrop Is a Waterfall - The Decemberists – Down by the Water - Mumford & Sons – The Cave - Radiohead – Lotus Flower                                                     | Foo Fighters, 2009    |
| 2013 10. Februar 2013 | The Black Keys  | Vereinigte Staaten     | Lonely Boy         | - Alabama Shakes – Hold On - Coldplay – Charlie Brown - Mumford & Sons – I Will Wait - Bruce Springsteen – We Take Care of Our Own                                                           | The Black Keys, 2011  |
| 2014 26. Januar 2014  | Imagine Dragons | Vereinigte Staaten     | Radioactive        | - Alabama Shakes – Always Alright - David Bowie – The Stars (Are Out Tonight) - Led Zeppelin – Kashmir (Live) - Queens of the Stone Age – My God Is the Sun - Jack White – I’m Shakin’       | Imagine Dragons, 2012 |
| 2015 8. Februar 2015  | Jack White      | Vereinigte Staaten     | Lazaretto          | - Ryan Adams – Gimme Something Good - Arctic Monkeys – Do I Wanna Know? - Beck – Blue Moon - The Black Keys – Fever                                                                          | Jack White, 2012      |
| 2016 15. Februar 2016 | Alabama Shakes  | Vereinigte Staaten     | Don’t Wanna Fight  | - Florence + the Machine – What Kind of Man - Foo Fighters – Something from Nothing - Elle King – Ex’s & Oh’s - Wolf Alice – Moaning Lisa Smile                                              | Alabama Shakes, 2012  |
| 2017 12. Februar 2017 | David Bowie     | Vereinigtes Königreich | Blackstar          | - Alabama Shakes – Joe (Live from Austin City Limits) - Beyoncé featuring Jack White – Don’t Hurt Yourself - Disturbed – The Sound of Silence (Live on Conan) - Twenty One Pilots – Heathens | David Bowie, 2002     |
| 2018 28. Januar 2018  | Leonard Cohen   | Kanada                 | You Want It Darker | - Chris Cornell – The Promise - Foo Fighters – Run - Kaleo – No Good - Nothing More – Go to War                                                                                              | Leonard Cohen, 2013   |
| 2019 10. Februar 2019 | Chris Cornell   | Vereinigte Staaten     | When Bad Does Good | - Arctic Monkeys – Four Out of Five - The Fever 333 – Made an America - Greta Van Fleet – Highway Tune - Halestorm – Uncomfortable                                                           | Chris Cornell, 2011   |
| 2020 26. Januar 2020  | Gary Clark Jr.  | Vereinigte Staaten     | This Land          | - Bones UK – Pretty Waste - Brittany Howard – History Repeats - Karen O & Danger Mouse – Woman - Rival Sons – Too Bad                                                                        | Gary Clark Jr., 2016  |
| 2021 14. März 2021    | Fiona Apple     | Vereinigte Staaten     | Shameika           | - Big Thief – Not - Phoebe Bridgers – Kyoto - Haim – The Steps - Brittany Howard – Stay High - Grace Potter – Daylight                                                                       | Fiona Apple (2015)    |
| 2022 3. April 2022    | Foo Fighters    | Vereinigte Staaten     | Making a Fire      | - AC/DC – Shot in the Dark - Black Pumas – Know You Better (Live from Capitol Studio A) - Chris Cornell – Nothing Compares 2 U - Deftones – Ohms                                             | Foo Fighters (2017)   |
| 2023 5. Februar 2023  | Brandi Carlile  | Vereinigte Staaten     | Broken Horses      | - Bryan Adams – So Happy It Hurts - Beck – Old Man - The Black Keys – Wild Child - Idles – Crawl! - Ozzy Osbourne – Patient Number 9 (feat. Jeff Beck) - Turnstile – Holiday                 |                       |
| 2024 4. Februar 2024  | Boygenius       | Vereinigte Staaten     | Not Strong Enough  | - Arctic Monkeys – Sculptures of Anything Goes - Black Pumas – More Than a Love Song - Foo Fighters – Rescued - Metallica – Lux Æterna                                                       |                       |
| 2025 2. Februar 2025  | The Beatles     | Vereinigtes Königreich | Now and Then       | - Beautiful People (Stay High) von den Black Keys - The American Dream Is Killing Me von Green Day - Gift Horse von Idles - Dark Matter von Pearl Jam - Broken Man von St. Vincent           | The Beatles 1964      |

## Belege
1. ↑  Awards Category Comparison Chart. (PDF; 80 kB) National Academy of Recording Arts and Sciences, S. 1, archiviert vom Original am 16. Mai 2011; abgerufen am 8. April 2011.  Info: Der Archivlink wurde automatisch eingesetzt und noch nicht geprüft. Bitte prüfe Original- und Archivlink gemäß Anleitung und entferne dann diesen Hinweis.
2. ↑  Dan Auerbach, Fun., Jay-Z, Mumford & Sons, Frank Ocean, Kanye West Lead 55th GRAMMY Nominations, Pressemitteilung der Recording Academy, 5. Dezember 2012.
3. ↑  55th Annual GRAMMY Awards Nominees. Auf: grammy.com, abgerufen am 6. Dezember 2012 (englisch).
4. ↑  2014 Nominees (Memento des Originals vom 16. Dezember 2013 im Internet Archive)  Info: Der Archivlink wurde automatisch eingesetzt und noch nicht geprüft. Bitte prüfe Original- und Archivlink gemäß Anleitung und entferne dann diesen Hinweis.
5. ↑  NARAL Final Nomination List 57th Grammy Awards, abgerufen am 31. Dezember 2015.